# Hunter Beaumont
Eric Hunter Beaumont (* 1943; † 5. Juni 2023) war ein US-amerikanischer Psychotherapeut und Psychologe, der in Deutschland lebte und arbeitete.

## Leben und Wirken
Beaumont war Präsident, Vorsitzender des Ausbildungskommittees und Mitglied des Lehrkörpers des Gestalttherapie-Instituts von Los Angeles, bevor er 1980 als Gastprofessor für klinische Psychologie nach München kam. Er ist international bekannt als Trainer, Supervisor und Verfechter einer integrierenden, schulübergreifenden Psychotherapie. Seine vielen Vorträge und Veröffentlichungen beschäftigen sich sowohl mit klinischen psychotherapeutischen Fragen, als auch mit der Begegnung von Psychotherapie und Spiritualität.
In seiner Arbeit als Therapeut, als Lehrer von Psychotherapeuten und als Team-Supervisor integrierte er Gestalttherapie, Körperarbeit, Objektbeziehungstheorie und archetypische Psychologie und hatte ein tiefes Interesse an der Nahtstelle zwischen Psychotherapie und Spiritualität. Er ist Co-Autor (zusammen mit Bert Hellinger und Gunthard Weber) von Love's Hidden Symmetry, dem ersten Buch in Englisch über die Arbeit Bert Hellingers.
Bis zu seinem Tod bot er tiefenpsychologische Fortbildungen und Seminare an der von Wolf Büntig gegründeten ZIST-Akademie für Psychotherapie an. In seinen letzten Lebensjahren interessierte ihn vor allem die Frage nach einer neuen systemischen Ethik.
Seine Eltern waren der Hollywood-Schauspieler Hugh Beaumont sowie die Schauspielerin und Psychologin Kathryn Adams.

## Schriften
- Auf die Seele schauen. Spirituelle Psychotherapie, München 2008, ISBN 978-3-466-30772-2.